# Marrow of the Spirit
 (juillet 2011).
Albums de Agalloch
Ashes Against the Grain
(2006) The Serpent & the Sphere
(2014)
Marrow of the Spirit est le quatrième album studio du groupe américain Agalloch, sorti en novembre 2010. Le groupe opère sur cet album un revirement vers un black metal atmosphérique qui contraste avec les précédents albums.

## Liste des pistes
| No | Titre                               | Durée |
| -- | ----------------------------------- | ----- |
| 1. | They Escaped the Weight of Darkness | 3:41  |
| 2. | Into the Painted Grey               | 12:25 |
| 3. | The Watcher's Monolith              | 11:46 |
| 4. | Black Lake Niðstång                 | 17:34 |
| 5. | Ghosts of the Midwinter Fires       | 9:40  |
| 6. | To Drown                            | 10:27 |